# Salicilato de bencilo
Salicilato de bencilo es un ácido salicílico éster de bencil, un compuesto químico que se utiliza con mayor frecuencia en los cosméticos. Se presenta como un líquido casi incoloro con un olor suave descrito como "muy débil, dulce floral, ligeramente balsámico" por aquellos que pueden olerlo, pero muchas personas o bien no lo pueden oler en absoluto o describen su olor como "almizcle". Trazas de impurezas pueden tener una influencia significativa en el olor. Se produce naturalmente en una variedad de plantas y extractos de plantas y es ampliamente utilizado en mezclas de materiales de fragancia.
Existe alguna evidencia de que las personas pueden sensibilizarse a este producto y como resultado hay una norma de restricción sobre el uso de este material en fragancias por la Asociación Internacional de Perfumería.
Se utiliza como un disolvente para almizcles sintéticos cristalinos y como un componente y fijador en perfumes florales tales como clavel, jazmín, lila y alhelí.